# Dłużnicy śmierci
Dłużnicy śmierci – polski dramat sensacyjny z 1985 roku w reż. Włodzimierza Gołaszewskiego. Ekranizacja opowiadania Macieja Zenona Bordowicza pt. Handlarze jabłek. 

## Opis fabuły
Polska tuż po II wojnie światowej. Grupa miejscowych milicjantów pod dowództwem por. Mariana tropi "Groma" – przywódcę lokalnego oddziału zbrojnego podziemia. Podczas wesela aresztuje jednego z członków jego oddziału – "Wertepa". Milicjantom udaje się namówić go do współpracy – "Wertep" zgadza się wskazać kryjówkę "Groma". Milicjanci nie wiedzą jednak, że "Grom" ma swojego człowieka w ich szeregach. W odpowiednim momencie, nie zauważony przez nikogo, ciężko rani on nożem "Wertepa", a gdy milicyjna grupa wraz z rannym wyjeżdża "na akcję" przeciwko "Gromowi", ucieka i uprzedza "Groma" o planowanej akcji. Milicjanci pod dowództwem por. Mariana wpadają w zasadzkę i w ręce "Groma". Podczas finałowej walki pomiędzy milicjantami a ludźmi "Groma" ginie por. Marian, ale oddział "Groma" zostaje rozbity.  

## Obsada aktorska
- Krzysztof Kołbasiuk – por. Marian
- Henryk Talar – milicjant Kołdak
- Wiesław Gołas – milicjant "Listwa"
- Krzysztof Pietrykowski – milicjant Krawczuk
- Tomasz Zaliwski – funkcjonariusz UB Jeżewski
- Andrzej Precigs –  "Wertep"
- Karol Strasburger – kpt. Jazgarz
- Włodzimierz Gołaszewski – "Grom"
- Laura Łącz – Irena, córka sklepikarza
- Danuta Kowalska – Zosia, żona "Wertepa"
- Włodzimierz Adamski – członek oddziału "Groma"
- Zbigniew Buczkowski – Oleś, adiutant kapitana Jazgarza
- Marek Frąckowiak – "Płomień", człowiek "Groma" w szeregach milicjantów
- Jerzy Karaszkiewicz – Stanisław
- Andrzej Krasicki – sklepikarz, ojciec Ireny
- Gustaw Kron – doktor Sarnicki
- Joachim Lamża – dróżnik
- Sylwester Maciejewski – chłop zatrzymujący ciężarówkę
- Leon Niemczyk – aresztant w Strzekocianach
- Leszek Piskorz – "Rudy", aresztant w Strzekocianach
- Michał Szewczyk – aresztant w Strzekocianach
- Edward Sosna – aresztant w Strzekocianach
- Andrzej Żółkiewski – aresztant w Strzekocianach
- Włodzimierz Brudz – strażnik w areszcie w Strzekocianach
- Ryszard Jabłoński – Stasio, strażnik w areszcie w Strzekocianach
- Jerzy Turek – listonosz Zalewski
- Irena Biniewicz – gość na weselu "Wertepa"
- Halina Dunajska – gość na weselu "Wertepa"
- Ewa Florczak – gość na weselu "Wertepa"
- Aleksandra Ford – gość na weselu "Wertepa"
- Teresa Lipowska – gość na weselu "Wertepa"
- Jerzy Gaweł – muzyk na weselu "Wertepa"
- Roman Kosierkiewicz – śpiewający na weselu "Wertepa"
- Bogusław Augustyn – "Mały", członek oddziału "Groma"
- Włodzimierz Saar – maszynista Włodzimierz
- Jerzy Molga – maszynista Kazimierz Pawłowski
- Piotr Krasicki – Zygmunt, pomocnik maszynisty
- Stanisław Pąk – Ziutek, pomocnik maszynisty
- Gabriel Nehrebecki – Józek

i inni.